# Tarik Sektioui
Tarik Sektioui (ar. طارق السكتيوي, ur. 13 maja 1977 w Fezie) – marokański piłkarz grający na pozycji skrzydłowego. W swojej karierze grał w Maghrebie Fez, AJ Auxerre, CS Marítimo, Neuchâtel Xamax Willem II Tilburg, AZ Alkmaar, FC Porto i RKC Waalwijk.
Ma brata Abdelhadiego, również menedżera piłkarskiego.